# Mr.ズーキーパーの婚活動物園
『Mr.ズーキーパーの婚活動物園』（ミスターズーキーパーのこんかつどうぶつえん、原題: Zookeeper）は、2011年製作のアメリカ合衆国のコメディ映画。日本ではビデオスルーとして、2012年9月5日にDVDが発売された。

## ストーリー
グリフィンは他の職員たちよりも、人一倍動物たちに愛情を注ぐ動物飼育員（ズーキーパー）。ある日、5年前に結婚を申し込み、見事にふられた女性に再会する。グリフィンは彼女に再アタックを試みようとするが、恋愛経験が乏しいため上手くいかない。思い悩んでいた彼だったが、ある日動物園に出勤すると園内の動物たちが喋り出した。彼らは日頃自分たちを可愛がってくれるグリフィンに恩返しをしたいと言うのだ。思い切ってグリフィンは動物たちに彼女のことを打ち明けると、彼らは喜んで協力してくれると言う。こうしてグリフィンは彼らから恋愛レッスンを受けることになるが、その中身はどこか違っていた。

## キャスト

### 人間たち
- グリフィン・コンスタンティン・キース：ケヴィン・ジェームズ（声：後藤敦）
- ケイト：ロザリオ・ドーソン（田村聖子）
- ステファニー：レスリー・ビブ（行成とあ）
- ゲイル：ジョー・ローガン（間宮康弘）
- デイブ：ナット・ファクソン（白熊寛嗣）
- ベノム：ケン・チョン（佐藤晴男）
- ロビン：ステフィアナ・デ・ラ・クルス（牛田裕子）
- ユルゲン・マルロー：トーマス・ゴットシャルク（岩崎了）
- シェーン：ドニー・ウォルバーグ（金光宣明）
- ニマー：ブランドン・キーナー（岩崎了）
- マニー：ニコラス・タートゥーロ（田尻浩章）

### 動物たち
- ジョー（ライオン）：シルヴェスター・スタローン（間宮康弘）
- ドナルド（オマキザル）：アダム・サンドラー（佐藤晴男）
- ジェローム/ブルース（ハイイログマ）：ジョン・ファヴロー（白熊寛嗣/田尻浩章）
- バーニー（ゴリラ）：ニック・ノルティ（金光宣明）
- バリー（アジアゾウ）：ジャド・アパトー（岩崎了）
- ジャネット（メスライオン）：シェール（行成とあ）
- モリー（キリン）：マーヤ・ルドルフ（原島梢）
- セバスチャン（オオカミ）：バス・ルッテン（岩崎了）
- ジム（ウシガエル）：ドン・リックルズ（佐藤晴男）
- スパイク（カラス）：ジム・ブリュアー（田尻浩章）
- エルモ（ダチョウ）：リッチー・ミネルヴィニ（岩崎了）